# 創傷
創傷（そうしょう、英: trauma, wounds, burns）は、外的、内的要因によって起こる体表組織の物理的な損傷を指す。創（そう）と傷（しょう）という異なるタイプの損傷をまとめて指す総称である。日常語では、体以外の物に対するものも含めて傷（きず）と呼ばれる。
その形状や原因（機転）などによって擦過傷、切創、裂創、刺創 等々に分類している。
応急処置の止血は圧迫による。創傷からの回復を促すために創傷環境調整が提唱されており、壊死組織の除去（デブリードマン）、感染や炎症への対処、乾燥の防止、滲出液の管理などがある。軽い傷は水道水や、生理食塩水によって洗浄され、外用薬、適切な湿潤環境を維持するための薄い創傷被覆材（ドレッシング材）が用いられる。目的なく漫然と消毒などは行わず、感染しつつある段階から消毒や抗生物質などによる対処が考慮され、壊死組織がある場合には除去され、滲出液を吸収するためのドレッシング材が選択される。

## 定義
「創にきずあり、傷にきずなし」といわれるように、創傷の定義では「創」は皮膚の破綻を伴う損傷を指し、「傷」は皮膚の破綻を伴わない損傷を指す。皮膚表面の損傷部分の、表面を創面（そうめん）と呼び、日常語では傷口（きずぐち）という。創の周辺部を、創縁（そうえん）と呼ぶ。創の底部、深い部分を創底（そうてい）と呼ぶ。銃創や、刺創（しそう）の様に、一般的に総面積が狭く、深い創の場合、創の表面を創口（そうこう）と呼称する。

## 軽傷と重症
創傷というのは、軽症の場合、生体の持つ自然治癒力によって、肉芽形成、繊維化の段階を経て自然治癒する。
人は日常生活を行う中で、些細なことで軽度の傷を作ることはそれなりにある。日常的にできる特に軽度の創傷の場合は、当人は特に何もしなくても、まったく痕跡も残さずきれいに自然治癒することも多い。また軽度のものの場合、一般に人々は、水による洗浄や絆創膏などの簡単な処置をするだけで、あとは自然治癒力にまかせて治しているが、稀に何らかの要因からその傷が痕となる形で残ってしまうことがある。
ただし、軽度の創傷や動物による咬み傷であっても、破傷風や狂犬病、その他の感染症により、重篤な事態に至ることがある。
動物などの場合は基本的に自分の舌でなめて（唾液を用いて）、あとは自然治癒力で治している。人間でも、動物に倣って小さな擦過傷などはなめるだけで済ませる人もいる。

## 創傷を生じる場面
止血は圧迫によってなされ、重症では止血帯が用いられる。
損傷がある程度以上の範囲に及ぶ場合は、止血、縫合、修復、植皮などの外科的治療が必要、あるいは望ましいとされている。こういった創傷というのは主として火災、交通事故、戦争、スポーツ、喧嘩、産業事故などの場面で発生している。
高齢者の場合は、日常生活の些細なことからもそれなりの損傷を受けやすい。高齢者では階段の上り下り、敷居をまたぐ、などといった（若者にとってはなんでもない）動作をきっかけにして損傷を受けてしまうことがあるのである。また、高齢者の場合、若者に比べて創傷の自然治癒の速さもそれなりに遅くなるので、なおさらそれに悩まされる時間・頻度が多くなり、生活上の問題（QOLの問題）としてつきまとうことがある。

## 種類
創傷の形状および受傷機転により分類される。

### 切創
切創（せっそう）。切り傷（きりきず）。ナイフのような刃物で切り裂いた線状の損傷。創面は滑らかで、汚染創（おせんそう）でなければ一期癒合が期待できる。創の程度により縫合処置が行われる。

### 裂創
裂創（れっそう）。打撃やねじれ、過伸展（かしんてん）などにより裂けた損傷。外力の加わり方によって様々な形状を呈する。縫合し得るものについては一期癒合が期待できるが、縫合不能なものは挫創と同様に肉芽組織（にくげそしき）の増殖による治癒を待つ。

### 割創
割創（かっそう）。斧等の鈍器により、裂傷が皮膚組織すべてを引き裂き、骨等の内部組織が露出するような損傷。

### 擦過傷
擦過傷（さっかしょう）。擦り傷（すりきず）。体表に創があるが、擦過「傷」と呼ぶのが一般的である。創面を清浄化した後、創保護により皮膚の再生を待つ。

### 挫滅創
挫滅創（ざめつそう）。摩擦による損傷で、真皮や皮下組織・それ以下のレベルまで損傷したもの。あるいは急激な圧力による同様な損傷。（急激でない圧力によるものは褥瘡と言う）

### 挫創
挫創（ざそう）。打撃などの外力により組織が挫滅した創。創面は粗雑であり、縫合は一般的に困難である。壊死組織のデブリードマン（除去）や創保護を主とする治療が行われ、肉芽組織の増殖による自然治癒を待つ。

### 挫傷
挫傷（ざしょう）。打撃、捻転、運動などの外力により内部の軟部組織が損傷したもので、体表に創がないもの。一般に保存的治療が行われる。筋挫傷のほか、脳挫傷・肺挫傷のような臓器の損傷がある。

### 銃創
銃創（じゅうそう）。銃器の弾丸や火薬による創。射創（しゃそう）とも。貫通射創、盲管射創、反跳射創、擦過射創などの種類がある。また、距離による分類では接射創、準接射創、近射創、遠射創と区別される。近距離からの銃創は、弾丸の入口に星型のような破裂や火薬の付着があり、出口には不整形な破裂があることが多い。遠距離からの銃創は、弾丸の入口は円形で小さく、出口の方が大きく不整形なことが多い。

### 爆傷
爆傷（ばくしょう）。爆発による損傷。ただし、爆傷は熱傷や衝撃による内部的損傷を伴う。殺傷用の爆発物による損傷であれば、多発性の銃創の病態も呈する。

### 刺創
刺創（しそう）。刺し傷（さしきず）。細長い鋭器で突き刺した損傷で、創口に比して創が深いのが特徴。外見からは内部の損傷程度を推し量ることが難しく、内部臓器へ達しているか、血管損傷があるか等の注意を要する。創断面が小さいため、一般に治癒は良好。ピアスもこの一部に分類できる。

### 杙創
杙創（よくそう）。刺創以外で、鈍的な物体が人体を貫通する傷。

### 咬創
咬創（こうそう）。動物にかまれた損傷。咬傷（こうしょう）とも。刺創と同様に創が深いが、創面は刺創ほど滑らかではなく、一般的に治癒しにくい。動物の牙には多くの病原菌が付着しているため、組織深部まで病原菌が侵入し、高確率で創感染を発症する。感染制御のため一期的に縫合せず開放創とすることが多い。また一部のヘビやムカデなど毒牙を持つものでは毒素に対する治療も必要になる。
以下のものは創傷とは独立して扱われることが多い。

### 熱傷
熱傷（ねっしょう）。火傷（やけど）。お湯や油などの熱により生じる損傷。

### 褥瘡
褥瘡（じょくそう）。床擦れ（とこずれ）。臨床的には、患者が長期にわたり同じ体勢で寝たきり等になった場合に、体と支持面との接触局所で血行が不全となって、周辺組織に壊死を起こすものをいう。

## 自然治癒のメカニズム
動物によって治癒スピードは異なる。人間は表皮の小さな傷に対して1日に0.25 mm 治るのに対して、アヌビスヒヒ、サイクスモンキー、ベルベットモンキー、チンパンジーなどの非ヒト霊長類、マウスやラットなどの齧歯類では平均して1日に0.6 mm の速度で傷が治癒する。また、生物によってもメカニズムは異なる。
傷はどのように自然治癒するかについて説明する。
1. 血小板の凝集、血管収縮による止血。マクロファージによる壊死組織のとりこみ。
2. 繊維芽細胞が分泌するコラーゲンを主とした肉芽組織（にくげそしき・granulation tissue）による収縮。
3. 肉芽組織の瘢痕組織への変化。それによる創の安定。

赤色の修復や炎症の反応が生じ、上皮や表皮が再生される。

### 第一期・炎症反応期
血液の凝固因子の活性化。活性は連鎖的に強まり破壊部位の血流をとめる。受傷後約4〜5日。

#### 反応
腫脹
浸出液で腫れ上がること。
発赤
毛細血管の拡張で赤くなること。
発熱
組織反応で熱を発すること。
疼痛
末梢神経の刺激による痛みのこと。

### 第二期・増殖期（肉芽形成期）
マクロファージの放出する物質により繊維芽細胞が呼び出され修復の主たる成分、コラーゲンが産生される。創傷治癒過程の初期には、まず血小板擬集能に優れるIII型コラーゲンが、産生蓄積され、やがてI型コラーゲンに置き換えられて、いずれは太く密なコラーゲン線維となる。これにより組織は安定し血管新生、毛細血管発達がみられる。

## 管理
創傷からの回復を促すために創傷環境調整 (wound bed preparation) が提唱されており、壊死組織の除去（デブリードマン）、感染や炎症への対処、乾燥の防止、滲出液の管理などがある。
傷は消毒させて乾燥させるという常識のもと、従来は傷の表面を乾燥させガーゼで覆ったが、傷を湿潤させるという新たな考え方が見られるようになった。湿潤環境は乾燥に比較して、表皮の回復や血管の新生、また痛みの管理にも有利である。
ガーゼ以外の湿潤環境を得るための創傷被覆材（ドレッシング材）では、ハイドロコロイドにのみ治癒促進効果が確認されているというシステマティック・レビューがある。
傷は、適度な温度の水道水、生理食塩水などによって洗浄され、細菌や残留物が洗い流される。異物などの除去は必要だが、過剰な洗浄は治癒を促進するサイトカインなども洗い流してしまう。
浅い傷では洗浄で十分であり消毒は不要で、感染しつつある段階から消毒が考慮される。上皮化がまだで肉芽を形成している時期に無用な消毒を行うことは、肉芽の形成を遅らせてしまう。熱感、うみ、発火、疼痛、発熱など感染による症状を呈した場合には、壊死組織の除去、消毒、抗生物質などが用いられ、感染が制御でき次第中止する。深い傷では、感染が管理され、壊死組織を除去することで創傷環境を整え、湿潤療法を目指すが、毎日の洗浄は必須ではない。
外用薬を用いる場合、2週間をめどにその効果を検討すべきであり、漫然と使用しない。浅い傷では、アズレン軟膏、抗生物質を含む軟膏、白色ワセリンなどが使用されるが、抗生物質は耐性菌の出現の懸念のため2週間以上の使用は推奨できない。深い傷では、壊死組織の自己融解を促進させたり、さらなる除去を容易にするために組織を軟化させる成分を含む外用薬も選択肢となる。
ドレッシング材は、傷を閉塞させ湿潤環境をつくることで、細菌への抵抗力を持つ滲出液や細胞増殖因子を保持し、壊死組織の自己融解を促し、汚染を防止し、痛みを緩和し、従来からのガーゼと比較して感染率が低くなる。感染の可能性がある場合には、湿潤環境は細菌を増殖させることもあるので傷口の監視が必要である。ドレッシング材としては以下があり吸収力が異なるため、滲出液の多さ・少なさによって、適切な湿潤環境を整えるためのドレッシング材が選択される。
- ポリウレタンフィルム
- ハイドロコロイド
- ハイドロジェル
- キチン
- アルギン酸塩
- ハイドロファイバー
- ハイドロポリマー
- ポリウレタンフォーム

浅い傷には、ポリウレタンフィルム、薄いハイドロコロイドや薄いポリウレタンフォームが使用される。
日本皮膚科学会のガイドラインは、抗菌作用のある銀を含有するドレッシング材については、使用するための証拠は不足しているが用いてもよい。英国国立医療技術評価機構 (NICE) の評価では、感染創傷に対して、銀含有ドレッシング材および銀クリームを使用するための証拠は不十分である。
痛みの管理にはその原因を鑑別し、また世界保健機関による3段階除痛の考え方に従う。つまり、軽度の痛みには非ステロイド性抗炎症薬 (NSAID) が用いられ、効果不十分では他の薬剤が考慮されていく。

### ほか
ヘパリン類似物質（商品名アットノン）は、水分保持作用があり、傷痕を薄くする一般医薬品として2011年より小林製薬が販売している。
ビタミンKクリームは、挫傷の治療や色素沈着の抑制に使われてきており、血管外の血液の除去を容易にする。
耐性菌の問題も抗生物質の過剰な使用や誤った使用によって急増している。耐性菌に対応するため耐性菌の問題を生じにくい精油、ハチミツ、銀や金など金属のナノ粒子を使ったものが研究され創傷被覆材に組み込まれるようになった。2007年までのレビューで、創傷治癒に対する精油を利用したヒトでの研究は少なく、カモミール、ラベンダーを利用したものがあった。5人のごく小規模の試験は、3か月程度の慢性創傷に対するラベンダーとカモミールオイルを1:1で6%溶液にしたものをガーゼにたらし、比較群より有効とした。14人での二重盲検試験にてカモミールオイルは、タトゥーによる切り傷からの滲出範囲を減少させ、乾燥傾向があった。精油の抗炎症作用、抗菌作用は文献で示されているものであり、2018年のシステマティックレビューでも動物研究だがより早い創傷の閉鎖、コラーゲンの形成が見られており、2010年代にはフィルムやナノ繊維などの創傷被覆材と組み合わせた研究が存在している
オリーブオイル、グレープシードオイル、ココナッツオイル、アルガンオイル、アボカドオイル、ホホバオイルといった化粧品などに用いられる植物油の創傷治癒に対する研究は、動物研究など基礎的なものが実施されている。
ほかに治癒期間を遅くする要因は、タンパク質、ビタミンやミネラルなど栄養欠乏また、年齢（老化）である。